# Pinalia amica
Pinalia amica är en orkidéart som först beskrevs av Heinrich Gustav Reichenbach, och fick sitt nu gällande namn av Carl Ernst Otto Kuntze. Pinalia amica ingår i släktet Pinalia och familjen orkidéer. Inga underarter finns listade i Catalogue of Life.

## Bildgalleri

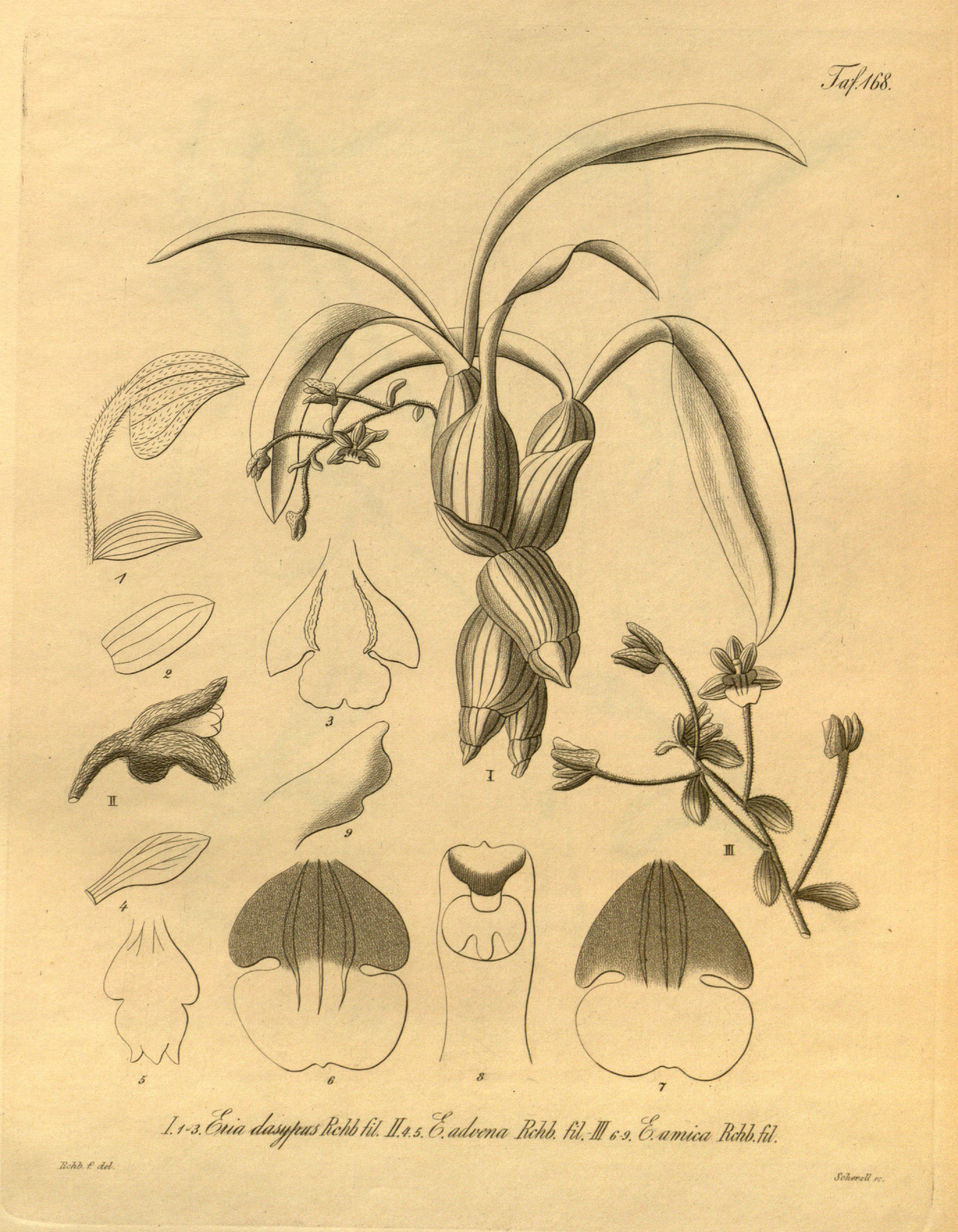